# Домаха (Орловская область)
Дома́ха — село в Дмитровском районе Орловской области, административный центр Домаховского сельского поселения.

## Этимология
По преданию, село получило название по имени женщины Домны, жившей здесь во время основания поселения. За большой рост и силу её прозвали Домахой.

## География
Расположено в 14 км к западу от Дмитровска по обоим берегам ручья Рябиновки, притока Расторога. Высота над уровнем моря — 208 м. По южной окраине села проходит автодорога «Дмитровск—Комаричи». Юго-восточная часть села называлась «рынком» или «Есиным краем», северо-восточная — «Чибисовым краем».

## История
Основано в начале XVI века. Легенда гласит, что однажды на безымянный ручей, что впадает в речку Расторог, пришли люди. Их было двенадцать. Пришельцам место понравилось, они срубили избу и стали жить одной семьей. 
Упоминается в 1-й половине XVII века среди селений Радогожского стана Комарицкой волости. До 1711 года село было дворцовое, затем подарено Дмитрию Кантемиру. В 1782 году Домаха вошла в Дмитровский уезд. В 1846 году на средства прихожан здесь была построена и освящена каменная церковь Святого Николая. С 1850 года владельцем Домахи стал Кушелев-Безбородько. В 1853 году в селе было 142 двора, проживало 1384 человека (690 мужского пола и 694 женского).
В 1861 году село вошло в состав Большекричинской волости Дмитровского уезда. В 1866 году в бывшем владельческом селе Домаха было 133 двора, проживало 1203 человека (605 мужского пола и 598 женского); действовала мельница и 21 маслобойня. В 1877 году в селе было 206 дворов, проживало 1393 человека; действовали школа, больница и лавка. К этому времени Большекричинская волость была упразднена и Домаха была административным центром Домаховской волости Дмитровского уезда, просуществовавшей до 1923 года.
В 1897 году в Домахе проживало 1532 человека (729 мужского пола и 803 женского); всё население исповедовало православие.
В 1900 году в селе открылось двухклассное министерское училище. На устройство этой школы крестьянами села Домахи было ассигновано 2000 рублей и Министерством народного просвещения отпущено 1000 рублей. С 1907 года в селе имелась земская больница с фельдшером. Крестьяне Домахи в большом количестве уходили на заработки по каменным работам на юг России. 157 семей занимались промыслами: местными — 59 человек, отхожими — 381 человек. Лошадей имели 271, безлошадных крестьян было 74; одну лошадь имели 52 хозяина, две лошади — 59 хозяев, три лошади - 22, четыре лошади — 7; овец имелось в селе 665; свиней — 221; крупного рогатого скота — 820; без крупного рогатого скота — 43 семьи; без скота — 37 семей. Надельных ревизских душ — 602. Размер надела на двор 7 десятин. На душу — 1, 1 десятины. В

### После 1917 года
После установления советской власти был создан Домаховский сельсовет, существующий и сейчас в виде Домаховского сельского поселения. В 1923—1928 годах село было административным центром Круглинской волости Дмитровского уезда. В 1926 году в Домахе было 334 хозяйства, из них 327 крестьянских, проживало 1660 человек (726 мужского пола и 898 женского). В селе действовали: школа 1-й ступени, пункт ликвидации неграмотности, библиотека, изба-читальня, государственной торговое заведение IV разряда, кооперативное торговое заведение III разряда. В то время Домаха была вторым по величине селением Дмитровского уезда после города Дмитровска. 
С 1928 года в составе Дмитровского района. В начале 1930-х годов, в ходе коллективизации, в Домахе было создано 2 колхоза. Колхоз, образованный в северной части села, назывался «Сталинский Путь», в южной — имени Я. А. Яковлева, первого наркома земледелия. Первым председателем колхоза имени Яковлева был избран Фёдор Семёнович Козин. В 1937 году Яковлев оказался «врагом народа» и колхоз южной части Домахи был переименован в «Рассвет». В 1937 году в селе было 337 дворов. В 1930-е годы школа в Домахе была 4-летней, её здание было крыто железными листами. 
Во время Великой Отечественной войны, с октября 1941 года по 25 августа 1943 года, село находилось в зоне немецко-фашистской оккупации. Зимой 1942—1943 годов немцы выгоняли жителей села на расчистку от снега дороги из Дмитровска в Комаричи. С февраля по август 1943 года Домаха находилась в прифронтовой зоне.
В 1950 году домаховские колхозы «Рассвет» и «Сталинский Путь» были объединены в один — «Ленинское Знамя». Его председателем в 1950—1967 годах был Степан Никитич Фак. В 1956 году к домаховскому колхозу были присоединены артели д. Воронино, д. Кавелино и с. Малое Кричино, а в 1959 году — «Добролёт» (с. Большое Кричино), имени Жданова (д. Любощь) и с. Упорой. «Ленинское Знамя» стало самым большим колхозом в Дмитровском районе. 27 июля 1962 года село посетил Н. С. Хрущёв. В том же году в Домахе был открыт первый в районе сельский Дом Культуры. В 1967 в селе была построена первая в районе сельская средняя школа. В 1967—1989 годах председателем «Ленинского Знамени» был Семён Иванович Насонов. В 1990-е годы колхоз был преобразован в сельскохозяйственное предприятие «Нива—Домаха».

## Храм Николая Чудотворца
В 1866 году священник Николаевского храма Николай Николаевский был назначен смотрителем церковно-приходской школы.
С установлением советской власти начались гонения на церковь. В 1918 году священников домаховского храма расстреляли. В 1919 году, в ходе Гражданской войны, в здание церкви попал снаряд. В 1930 году храм Николая Чудотворца был окончательно закрыт. Однако и после этого в селе оставался священник, бывший дьячок церкви, который тайно крестил детей. Здание храма было взорвано немцами при отступлении в начале августа 1943 года.

## Население
| 1853 | 1866  | 1877  | 1897  | 1926  | 1979 | 2002 |
| ---- | ----- | ----- | ----- | ----- | ---- | ---- |
| 1384 | ↘1201 | ↗1393 | ↗1532 | ↗1660 | ↘505 | ↘454 |
| 2010 |       |       |       |       |      |      |
| ↘403 |       |       |       |       |      |      |